# Tornados no estado de São Paulo em 2016
Os Tornados em São Paulo de 2016 foram eventos meteorológicos severos que afetaram várias localidades do estado de São Paulo em 5 e 6 de junho de 2016. Nesse período, uma onda de tempestades convectivas severas assolou o centro-sul do estado. Houve a ocorrência de múltiplos tornados e intensos downbursts em vários municípios e localidades, como Campinas, Morungaba, São Roque, Atibaia, Jarinu, Itupeva, Jundiaí e Vargem Grande Paulista. Os eventos deixaram várias vítimas e prejuízo em milhões de reais.

## Sinopse
Durante o fim da noite e madrugada de 5 e 6 de junho de 2016, uma onda de tempo severo afetou o centro-sul do estado de São Paulo. Em um período da noite até a madrugada, vários núcleos super-celulares de alta precipitação se formaram durante a noite no estado, acompanhando intensos downdrafts (microexplosões úmidas), tornados e intensa atividade elétrica.
As localidades mais afetadas foram Jarinu, Atibaia, São Roque e Campinas, onde foram decretadas situações de emergência. O evento severo em Campinas foi incorretamente classificado como um violento downburst pela mídia impressa, mas estudos confirmaram que na verdade houve a ocorrência de um tornado envolto na chuva em alguns bairros, e que os danos não condizem com os provocados por downbursts. 1 evento tornádico foi confirmado em um ponto do município de Campinas. Também foi confirmado outros eventos tornádicos em várias outros municípios, porém a maioria dos eventos não receberam classificações preliminares.9 tornados foram confirmados por meteorologistas durante o período.
Na divisa de Morungaba e Amparo (região de Campinas) houve muitos estragos, o tornado atingiu o bairro dos Pedrosos com muita destruição do local.

## Tornados confirmados
| Data       | UF | Área                       | F# | Óbitos | Feridos | Comentários | Notas  |
| ---------- | -- | -------------------------- | -- | ------ | ------- | --- | ------ |
|            |    |                            |    |        |         | |        |
| 05/06/2016 | SP | Campinas (Bairro Taquaral) | F2 | ?      | ?       | Muitas casas com boas infraestruturas foram parcialmente destruídas, uma delas ficou totalmente destruída. Dezenas de pessoas desabrigadas. Houve também uma tempestade intensa de raios. | [ 7 ]  |
|            |    |                            |    |        |         | |        |
| 05/06/2016 | SP | São Roque                  | FU | 1      | 0       | Destruição de várias residências. Centenas de postes e árvores foram derrubados ou partidos ao meio. Provavelmente um tornado com danos em IF2/F2. |        |
|            |    |                            |    |        |         | |        |
| 05/06/2016 | SP | Jundiaí                    | FU | 0      | 0       | Residências com telhados totalmente destruídos. Dezenas de árvores e vários postes derrubados e/ou decepados. Vários relatos de "barulho ensurdecedor" no momento do evento. |        |
|            |    |                            |    |        |         | |        |
| 05/06/2016 | SP | Morungaba                  | FU | 0      | 0       | Bairro dos Pedrosos na divisa com Amparo (SP) registrou muitos prejuízos. Casas foram destelhadas, paredes ruíram e muitas árvores foram arrancadas e retorcidas. | [ 8 ]  |
| 05/06/2016 | SP | Atibaia                    | FU | 0      | ~4      | Várias residências severamente danificadas. Árvores e postes decepados e/ou arrancados. Deixou um rastro de seu trajeto na vegetação. | [ 9 ]  |
|            |    |                            |    |        |         | |        |
| 05/06/2016 | SP | Itupeva                    | FU | 0      | 0       | Arrancou e retorceu dezenas de árvores e postes. Alguns veículos foram atingidos por escombros. Carros foram arremessados e estruturas metálicas foram retorcidas. |        |
|            |    |                            |    |        |         | |        |
| 06/06/2016 | SP | Jarinu                     | F2 | 1      | ~50     | Um episódio de tempestades severas gerou um intenso tornado F2, que afetou gravemente o município na madrugada de 6 de junho. 1 fatalidade e outros 50 feridos foram confirmados. Muitas casas foram parcialmente destruídas (sem telhados, paredes, vidros quebrados, etc.). Muitas árvores foram cortadas ao meio e postes de energia foram destruídos. Um caminhão de 18 toneladas foi arrastado a vários metros. Os prejuízos passaram de R$ 18,000,000. | [ 10 ] |
|            |    |                            |    |        |         | |        |
| 06/06/2016 | SP | Vargem Grande Paulista     | FU | 0      | 0       | Automóveis, como carros, foram virados. Várias residências destelhadas. Queda de torres de alta transmissão, árvores e postes. Uma estrutura foi completamente destruída. Ocorrência durante a tarde. |        |

| Não Classificado | F0 | F1 | F2 | F3 | F4 | F5 |
| ---------------- | -- | -- | -- | -- | -- | -- |
| 7                | 0  | 0  | 2  | 0  | 0  | 0  |